# Timoner

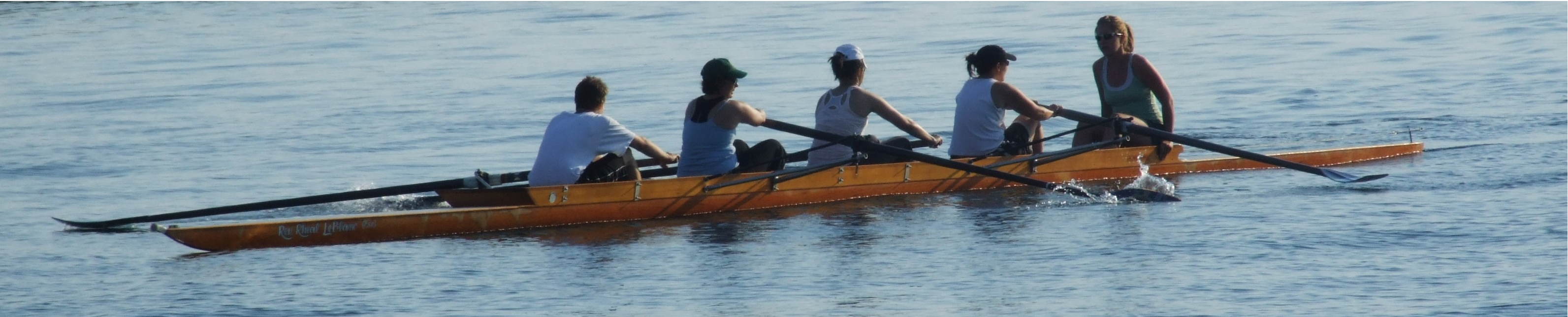
4 esportistes remant més un timoner a popa

Timoner és un terme mariner, per designar a qui porta el timó o governall de la nau. El timoner originalment era el membre de la tripulació responsable de la navegació i de mantenir el rumb. En llatí es diu gubernator, volent dir que era qui governava el vaixell. Aquest terme llatí té el seu origen en el "govern del vaixell", perquè els vaixells no eren guiats o dirigits, sinó governats.